# Пистоне, Джозеф Доминик
Джозеф Доминик Пистоне (англ. Joseph Dominick Pistone, род. 1939 г.), он же Донни Браско — специальный агент Федерального Бюро Расследований (ФБР), проработавший в течение шести лет под прикрытием, внедряясь в преступную семью Бонанно и в меньшей степени в преступную семью Коломбо — две из Пяти Семей итало-американской мафии, «контролирующих» Нью-Йорк.
Он не имеет никакого родства с Джозефом (Джо Бедли) Пистоне или Лоренсом (Ларри) Пистоне из преступной семьи Коломбо.

## Биография

### Ранняя жизнь
Пистоне родился в городе Эри, штат Пенсильвания, вырос в районе Сенди Хилл, Патерсон, Нью-Джерси. Он окончил Государственный колледж Патерсона (теперь Университет Уильяма Патерсона) в 1965 году и получил степень по антропологии. 7 июля 1969 года он принял присягу как специальный агент Федерального бюро расследований.

### Начало карьеры в ФБР
В 1974 году Пистоне был переведён в Нью-Йорк. Он умел водить трейлеры, был опытным водителем бульдозеров, и было решено, что он проникнет в одну из группировок, воровавшую грузовики, бульдозеры, оборудование и автомобили; иногда они это делали на заказ. В результате этой операции в феврале 1976 года ФБР и Дорожный патруль Флориды арестовали 30 членов группировки, самой большой и богатой из когда-либо разоблачённых. С этого дня Пистоне стал легендой ФБР.

### Операция «Донни Браско»
Пистоне был выбран как тайный агент, потому что имел сицилийское происхождение, свободно говорил по-итальянски и был знаком с уличными шайками, когда рос в Патерсоне. Началась операция, известная как «Sun-Apple». Такое название возникло из названий двух других операций, проводимых одновременно в Майами («Sunny Miami») и Нью-Йорке («The Big Apple»).
В сентябре 1976 года Пистоне оставил нью-йоркский офис ФБР, чтобы выполнить своё полугодовое тайное задание, которое растянулось на шесть лет. Джозеф Пистоне стал Донни Браско — мелким, но успешным взломщиком и вором драгоценностей.
Впоследствии Пистоне добился расположения одного из капо семьи Бонанно — Доминика «Сонни Блэк» Наполитано — а также Майкла Сабелла, Энтони Мирра. За Пистоне поручился Бенджамин «Левша» Руджеро, «солдат» Бонанно, и Джозеф стал «повязанным». Это означало, что он теперь был посвящён во многие дела семьи.
В результате этой операции было предъявлено более 200 обвинений и вынесено более 100 обвинительных приговоров по всей стране. Вскоре после этого Наполитано был убит за то, что позволил агенту ФБР «просочиться» в «семью»; он был расстрелян, и его обе руки были отрезаны: это означало то, что он заставил боссов мафии здороваться с агентом ФБР за руку. Руджеро грозила такая же участь, но он был арестован ФБР. В 1994 году Руджеро скончался от рака.

### Жизнь после «Донни Браско»
После убийства Наполитано мафия пообещала 500 тысяч долларов за Пистоне. Джозеф Пистоне до сих пор скрывается под вымышленными именами и имеет лицензию на ношение огнестрельного оружия.
В 1986 году Пистоне ушёл из ФБР.

## Отражение в искусстве
- Пистоне рассказал о своей работе под прикрытием в книге Donnie Brasco: My Undercover Life in the Mafia (Донни Браско: моя тайная жизнь в мафии. Правдивая история агента ФБР Джозефа Пистоне). Он также написал ряд книг: The Way of the Wiseguy (2004), Donnie Brasco: Unfinished Business (2007) и роман The Good Guys[11].
- Дебютная книга послужила основой для фильма «Донни Браско» (Donnie Brasco, 1997 г.) с Джонни Деппом в роли Пистоне и Аль Пачино в роли Руджеро.